# District de Crépy
4 janvier 1790 – 22 août 1795
(5 ans, 7 mois et 18 jours)
Entités précédentes :
- Généralité de Soissons

Entités suivantes :
- Arrondissement de Senlis

Le district de Crépy est une ancienne division territoriale française du département de l'Oise de 1790 à 1795.

## Composition

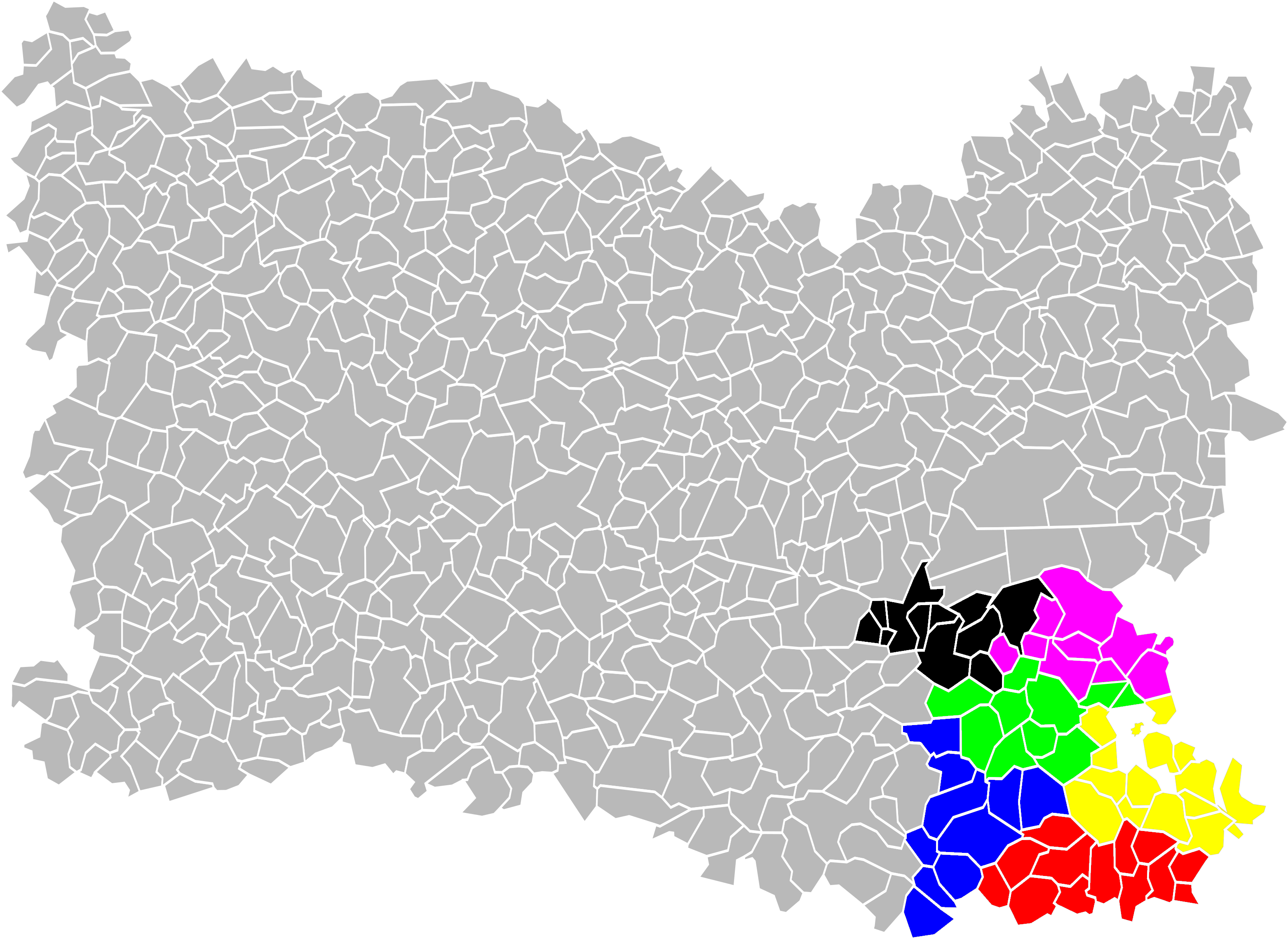
Répartition des cantons au sein du district :
Canton d'Acy-en-Multien
Canton de Crépy-en-Valois
Canton de Morienval
Canton de Nanteuil-le-Haudouin
Canton de Thury-en-Valois
Canton de Verberie

Il était composé des cantons d'Acy-en-Multien, Crépy-en-Valois, Morienval, Nanteuil-le-Haudouin, Thury-en-Valois et Verberie.

### Canton d'Acy-en-Multien
| Communes                | Population (en 1793) | Superficie (en km2) | Canton en 1801 |
| ----------------------- | -------------------- | ------------------- | -------------- |
| Acy-en-Multien,         | 501                  | 11,47               | Acy-en-Multien |
| Bouillancy              | 453                  | 13,59               | Acy-en-Multien |
| Boullarre,              | 205                  | 7,58                | Acy-en-Multien |
| Brégy                   | 567                  | 13,17               | Acy-en-Multien |
| Chèvreville,            | 205                  | 10,34               | Acy-en-Multien |
| Étavigny                | 184                  | 7,17                | Acy-en-Multien |
| Neufchelles             | 207                  | 6,46                | Acy-en-Multien |
| Ognes                   | 205                  | 6,76                | Acy-en-Multien |
| Réez-Fosse-Martin,      | 160                  | 7,11                | Acy-en-Multien |
| Rosoy-en-Multien,       | 287                  | 8,49                | Acy-en-Multien |
| Rouvres-en-Multien,     | 291                  | 8,12                | Acy-en-Multien |
| Sennevières,            | 178                  | —                   | Acy-en-Multien |
| Varinfroy               | 134                  | 2,95                | Acy-en-Multien |
| Villers-Saint-Genest,   | 296                  | 9,66                | Acy-en-Multien |
| Canton d'Acy-en-Multien | 3 873                | 112,87              |                |

### Canton de Crépy-en-Valois
| Communes                  | Population (en 1793) | Superficie (en km2) | Canton en 1801       |
| ------------------------- | -------------------- | ------------------- | -------------------- |
| Auger-Saint-Vincent,      | 336                  | 13,97               | Crépy-en-Valois      |
| Bouillant,                | 454                  | —                   | Crépy-en-Valois      |
| Crépy-en-Valois,          | 2 242                | 16,28               | Crépy-en-Valois      |
| Duvy                      | 184                  | 8,51                | Crépy-en-Valois      |
| Lévignen                  | 327                  | 13,90               | Crépy-en-Valois      |
| Ormoy-Villers,            | 198                  | 10,37               | Nanteuil-le-Haudouin |
| Rouville                  | 144                  | 7,00                | Crépy-en-Valois      |
| Russy,                    | 88                   | 9,75                | Crépy-en-Valois      |
| Séry-Magneval,            | 192                  | 6,02                | Crépy-en-Valois      |
| Trumilly                  | 218                  | 12,94               | Crépy-en-Valois      |
| Vaumoise                  | 107                  | 3,13                | Crépy-en-Valois      |
| Canton de Crépy-en-Valois | 4 490                | c. 101,87           |                      |

### Canton de Morienval
| Communes               | Population (en 1793) | Superficie (en km2) | Canton en 1801  |
| ---------------------- | -------------------- | ------------------- | --------------- |
| Bémont,                | 70                   | —                   | Crépy-en-Valois |
| Béthancourt-en-Valois, | 212                  | 4,12                | Crépy-en-Valois |
| Bonneuil-en-Valois,    | 570                  | 12,81               | Crépy-en-Valois |
| Éméville               | 166                  | 1,84                | Crépy-en-Valois |
| Feigneux,              | 218                  | 11,41               | Crépy-en-Valois |
| Fresnoy-la-Rivière,    | 290                  | 6,81                | Crépy-en-Valois |
| Gilocourt,             | 504                  | 6,93                | Crépy-en-Valois |
| Glaignes               | 204                  | 5,42                | Crépy-en-Valois |
| Morcourt,              | 119                  | —                   | Crépy-en-Valois |
| Morienval,             | 844                  | 25,74               | Crépy-en-Valois |
| Pondron,               | 112                  | —                   | Crépy-en-Valois |
| Saint-Clément,         | 135                  | —                   | Crépy-en-Valois |
| Vez                    | 326                  | 10,88               | Crépy-en-Valois |
| Canton de Morienval    | 3 770                | c. 85,96            |                 |

### Canton de Nanteuil-le-Haudouin
| Communes                       | Population (en 1793) | Superficie (en km2) | Canton en 1801       |
| ------------------------------ | -------------------- | ------------------- | -------------------- |
| Boissy-Fresnoy,                | 542                  | 15,87               | Nanteuil-le-Haudouin |
| Droiselles,                    | 160                  | —                   | Nanteuil-le-Haudouin |
| Ducy,                          | 138                  | —                   | Nanteuil-le-Haudouin |
| Fresnoy-le-Luat,               | 128                  | 11,50               | Nanteuil-le-Haudouin |
| Lagny-le-Sec                   | 568                  | 11,23               | Nanteuil-le-Haudouin |
| Le Luat,                       | 87                   | —                   | Nanteuil-le-Haudouin |
| Montagny-Sainte-Félicité,      | 507                  | 5,67                | Nanteuil-le-Haudouin |
| Nanteuil-le-Haudouin,          | 1 468                | 20,95               | Nanteuil-le-Haudouin |
| Le Plessis-Belleville          | 364                  | 6,86                | Nanteuil-le-Haudouin |
| Péroy-les-Gombries,            | 432                  | 11,21               | Nanteuil-le-Haudouin |
| Rosières                       | 107                  | 9,27                | Nanteuil-le-Haudouin |
| Silly-le-Long                  | 574                  | 11,35               | Nanteuil-le-Haudouin |
| Versigny,                      | 291                  | 14,50               | Nanteuil-le-Haudouin |
| Canton de Nanteuil-le-Haudouin | 5 366                | 118,41              |                      |

### Canton de Thury-en-Valois
| Communes                  | Population (en 1793) | Superficie (en km2) | Canton en 1801  |
| ------------------------- | -------------------- | ------------------- | --------------- |
| Antilly                   | 164                  | 3,64                | Acy-en-Multien  |
| Autheuil-en-Valois,       | 460                  | 9,24                | Acy-en-Multien  |
| Bargny                    | 203                  | 7,54                | Acy-en-Multien  |
| Betz,                     | 321                  | 15,39               | Acy-en-Multien  |
| Boursonne,                | 379                  | 3,44                | Acy-en-Multien  |
| Cuvergnon                 | 278                  | 7,33                | Acy-en-Multien  |
| Fulaines,                 | 143                  | —                   | Acy-en-Multien  |
| Gondreville               | 152                  | 7,09                | Crépy-en-Valois |
| Ivors                     | 408                  | 8,35                | Acy-en-Multien  |
| Macquelines,              | 81                   | —                   | Acy-en-Multien  |
| Mareuil-sur-Ourcq,        | 258                  | 10,14               | Acy-en-Multien  |
| Marolles                  | 472                  | 13,22               | Acy-en-Multien  |
| Ormoy-le-Davien           | 204                  | 3,95                | Acy-en-Multien  |
| Thury-en-Valois,          | 453                  | 11,26               | Acy-en-Multien  |
| Vauciennes                | 402                  | 6,36                | Crépy-en-Valois |
| La Villeneuve-sous-Thury, | 137                  | 4,32                | Acy-en-Multien  |
| Canton de Thury-en-Valois | 4 515                | 111,27              |                 |

### Canton de Verberie
| Communes                 | Population (en 1793) | Superficie (en km2) | Canton en 1801      |
| ------------------------ | -------------------- | ------------------- | ------------------- |
| Béthisy-Saint-Martin,    | 672                  | 9,82                | Crépy-en-Valois     |
| Béthisy-Saint-Pierre,    | 827                  | 6,53                | Crépy-en-Valois     |
| Néry,                    | 516                  | 16,34               | Crépy-en-Valois     |
| Noël-Saint-Martin,       | 79                   | —                   | Pont-Sainte-Maxence |
| Orrouy                   | 548                  | 16,14               | Crépy-en-Valois     |
| Rhuis                    | 123                  | 2,70                | Pont-Sainte-Maxence |
| Roberval                 | 419                  | 4,83                | Pont-Sainte-Maxence |
| Rocquemont               | 164                  | 6,26                | Crépy-en-Valois     |
| Saintines                | 373                  | 2,87                | Crépy-en-Valois     |
| Saint-Vaast-de-Longmont, | 163                  | 4,90                | Pont-Sainte-Maxence |
| Verberie,                | 1 156                | 15,05               | Pont-Sainte-Maxence |
| Verines,                 | 106                  | —                   | Crépy-en-Valois     |
| Canton de Verberie       | 5 146                | c. 85,44            |                     |